# Wajenga
Die Wajenga (russisch Ваенга, Ваеньга) ist ein rechter Nebenfluss der Nördlichen Dwina in der Oblast Archangelsk in Nordwestrussland.
Die Wajenga entspringt etwa 40 km östlich der Waga-Mündung auf einem Höhenrücken östlich dem Flusslauf der Nördlichen Dwina. Sie fließt nach Westnordwest. Später wendet sich die Wajenga nach Südosten und kurz darauf wieder nach Westen und erreicht schließlich nach 218 km, nordwestlich der Siedlung Beresnik, die Nördliche Dwina. Sie durchfließt eine waldreiche Landschaft. Ihr Flusslauf ist gekennzeichnet von weiten Flussschlingen. Das Einzugsgebiet umfasst 3370 km². Die größten Abflüsse erreicht die Wajenga während der Schneeschmelze im Monat Mai. Am Pegel Filimonowskaja, 42 km oberhalb der Mündung, beträgt der mittlere Abfluss 29,8 m³/s. Die wichtigsten Nebenflüsse sind Nondrus (links) und Jugna (rechts). Bis in die 1990er Jahre wurde der Fluss zum Flößen genutzt.